# Camille Mendoza
Pour les articles homonymes, voir Mendoza.
Camille Mendoza, née le 29 novembre 1994 à Toulouse, est une patineuse artistique française de couple, triple championne de France (2022, 2023 et 2024) avec son partenaire Pavel Kovalev.

## Biographie

### Carrière sportive
Camille Mendoza commence le patinage artistique en simple. Elle participe notamment aux championnats nationaux seniors en 2009 et 2010.
Elle pratique ensuite le patinage de haut-niveau dans la catégorie des couples artistiques. Elle patine d'abord avec Christopher Boyadji lors de la saison junior 2011/2012, puis avec Pavel Kovalev depuis 2014/2015. Ensemble ils sont champions de France 2021.
Avec son premier partenaire Christopher Boyadji, elle participe aux mondiaux juniors de 2012 à Minsk.
Avec son second partenaire Pavel Kovalev, elle participe à trois championnats européens (2022 à Talinn, 2023 à Espoo et 2024 à Kaunas) et trois mondiaux (2022 à Montpellier, 2023 à Saitama et 2025 à Boston).

### Famille
Camille Mendoza épouse son partenaire de patinage, Pavel Kovalev, en décembre 2017. Elle  adopte son nom de famille pour les compétitions sportives (Camille Kovalev).

## Palmarès
Avec deux partenaires :
- Christopher Boyadji (1 saison : 2011-2012)
- Pavel Kovalev (11 saisons : 2014-2025)

| Compétitions/ Années                                                                                | 2012    |  | 2013    | 2014    | 2015    | 2016    | 2017    | 2018    | 2019    | 2020    | 2021    | 2022    | 2023    | 2024    | 2025    |  |  |  |  |
| Jeux olympiques d'hiver                                                                             |         |  |         |         |         |         |         |         |         |         |         |         |         |         |         |  |  |  |  |
| Championnats du monde                                                                               |         |  |         |         |         |         |         |         |         | CA      |         | 8e      | 14e     | F       | 21e     |  |  |  |  |
| Championnats d'Europe                                                                               |         |  |         |         |         |         |         |         |         |         | CA      | 14e     | 6e      | A       | 9e      |  |  |  |  |
| Championnats de France                                                                              |         |  |         |         | F       | 2e      | 3e      | F       | 3e      | 2e      | F       | 1re     | 1re     | 1re     | 1re     |  |  |  |  |
| Championnats du monde juniors                                                                       | 16e     |  |         |         |         |         |         |         |         |         |         |         |         |         |         |  |  |  |  |
| |         |  |         |         |         |         |         |         |         |         |         |         |         |         |         |  |  |  |  |
| Grand Prix ISU                                                                                      | 2011/12 |  | 2012/13 | 2013/14 | 2014/15 | 2015/16 | 2016/17 | 2017/18 | 2018/19 | 2019/20 | 2020/21 | 2021/22 | 2022/23 | 2023/24 | 2024/25 |  |  |  |  |
| Coupe de Chine                                                                                      |         |  |         |         |         |         |         |         |         |         |         |         |         |         | 6e      |  |  |  |  |
| Trophée de France                                                                                   |         |  |         |         |         |         | F       |         |         |         | CA      | 7e      | 2e      | 3e      | 7e      |  |  |  |  |
| Coupe de Russie                                                                                     |         |  |         |         |         |         |         |         |         |         |         |         |         | 5e      |         |  |  |  |  |
| Trophée NHK                                                                                         |         |  |         |         |         |         |         |         |         |         |         |         | 5e      |         |         |  |  |  |  |
| Légende : F = Forfait ; A = Abandon ; CA = Compétitions annulées à cause de la pandémie de Covid-19 |         |  |         |         |         |         |         |         |         |         |         |         |         |         |         |  |  |  |  |